# Бразилско агути
Бразилското агути (Dasyprocta leporina) е вид гризач от семейство Агутиеви (Dasyproctidae). Видът не е застрашен от изчезване.

## Разпространение и местообитание
Разпространен е в Бразилия, Венецуела, Гвиана, Суринам, Тринидад и Тобаго и Френска Гвиана. Внесен е в Американски Вирджински острови, Гренада и Доминика.
Обитава гористи местности, влажни места, градини, ливади, храсталаци, савани, крайбрежия, плажове, блата, мочурища и тресавища в райони с тропически климат, при средна месечна температура около 24,2 градуса.

## Описание
На дължина достигат до 57,2 cm, а теглото им е около 3 kg. Имат телесна температура около 38,3 °C.
Продължителността им на живот е около 17,8 години. Популацията на вида е стабилна.